# Bernardo Rubinger de Queiroz
Bernardo Rubinger de Queiroz (Patos de Minas, 7 de agosto de 1947 – Belo Horizonte, 2 de julho de 2008) foi um advogado e político brasileiro do estado de Minas Gerais.
Bernardo Rubinger foi um funcionário do Banco de Desenvolvimento de Minas Gerais. Foi deputado estadual de Minas Gerais por duas legislaturas consecutivas, na 11ª e 12ª legislaturas (1987-1995), pelo PMDB.
Durante a 11ª legislatura na Assembleia, foi  1º-secretário da Comissão Constitucional e vice-líder do Governo. Foi membro efetivo das Comissões de Ação Social, de Ciência e Tecnologia, de Segurança e de Redação, e suplente das Comissões de Energia, Minas e Metalurgia, de Fiscalização Financeira e Tomada de Contas e de Agropecuária e Política Rural. Na legislatura seguinte, foi vice-líder do Governo, líder da Maioria e vice-líder do PTB; além de vice-presidente da Comissão de Assuntos Municipais e Regionalização, membro efetivo da Comissão de Defesa do Consumidor e suplente das Comissões de Administração Pública e de Constituição e Justiça.